# Simon Geevaert
Simon Geevaert is een personage uit de Vlaamse soapserie Wittekerke dat werd gespeeld door Pieter Stracks in de eerste drie seizoenen, van 1993 tot 1995.
Hij is de zoon van Ronnie Geevaert, zijn moeder is overleden aan kanker, en is 11 jaar. Hij is goede vriendjes met zijn zusje Elsje en heeft ook een grotere zus Veerle. Nadat Nellie De Donder een relatie krijgt met zijn vader is Simon eerst niet blij en probeert hij Nellie weg te pesten. Maar al snel verovert Nellie zijn hart en noemt hij haar zelfs per ongeluk 'ma', hij komt ook goed overeen met Nellie's dochter Klaartje.
Later wordt Simon ziek, hij blijkt een buikobstructie te hebben en Frank Opdebeek behandelt hem. Na onderzoek blijkt dat Simon kanker heeft en hij chemo moet krijgen omdat het operatief niet te verwijderen is. Hij vecht op raad van Nellie tegen de kanker als tegen een monster in een computerspelletje.
Helaas hervalt hij en vertrekt hij even later naar Zwitserland met zijn vader en Elsje voor verder behandeling.
Simon overlijdt later in Zwitserland aan de gevolgen van kanker.